# Michio Kitazume
Michio Kitazume (12 de febrer de 1948, Tòquio (Japó)) és un compositor i director japonès. Va estudiar composició amb Tomojiro Ikenouchi, Akio Yashiro i Teizo Matsumura; piano amb Shozo Tsubota i direcció amb Hideo Saito i Masamitsu Takahashi.